# Hon na lišku (lov)

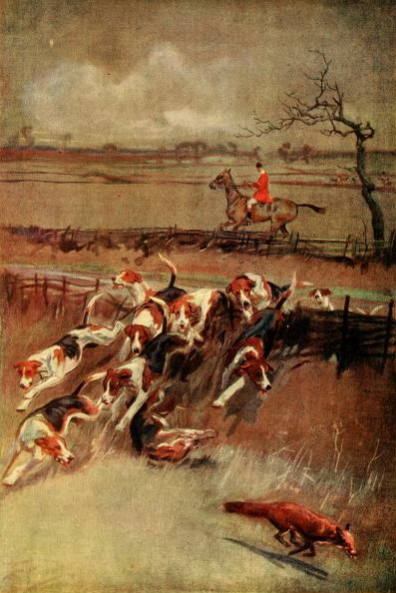
Hon na lišku

Hon na lišku je jedna z loveckých tradic anglosaského světa v podobě štvanice na lišku za pomoci speciálně cvičených psů. V Anglii, kde se tato forma lovu vyvinula někdy v 16. století, byla zakázána v roce 2005 v rámci širšího zákona omezujícího lov za pomoci psů pro přílišnou krutost, stále ale přežívá v jiných částech bývalého Britského impéria a v Severním Irsku. Zákaz v Anglii má své odpůrce, zejména v řadách Konzervaticní strany.
V některých zemích se podobné druhy lovu vyvinuly i vůči jiným druhům šelem, jako jsou jiné druhy lišek, kojot či šakal.